# Università Johns Hopkins
L'Università Johns Hopkins (in inglese: Johns Hopkins University) è un'università statunitense che ha sede presso la città di Baltimora, nel Maryland. L'istituto universitario venne fondato nel 1876 durante la presidenza di Ulysses S. Grant, grazie al lascito di 7 milioni di dollari donati dall'uomo d'affari statunitense Johns Hopkins, a cui l'università è dedicata. Successivamente, nel 1893, lo stesso lascito finanziò l'apertura del Johns Hopkins Hospital destinato anche a una facoltà di medicina. L'Università Johns Hopkins è organizzata in dieci divisioni: nei campus nel Maryland e Washington, con centri internazionali in Italia, Cina e Singapore.
L'istituzione è definita come la prima "università di ricerca" del paese. All'inizio della sua storia l'università è sempre stata ispirata principalmente dall'Università di Heidelberg e dal modello di insegnamento tedesco secondo Wilhelm von Humboldt.

## Johns Hopkins Hospital e la Johns Hopkins University School of Medicine

### La Johns Hopkins University School of Medicine
Quando fu istituita nel 1876, la Johns Hopkins Hospital figurava quale prima istituzione di alto livello negli Stati Uniti d'America a dare importanza alla “graduate education”. Sotto la direzione del preside Daniel Coit Gilman, la possibilità di laurearsi e fare pratica all'interno di un ambiente dedito alla ricerca portò a nuovi approcci all'insegnamento, dal momento che i principi del “self-education” e del “learning by doing” toglievano gli studenti dalle sale di lettura e li portavano nei laboratori e nei reparti.
La JHUSofM conta numerosi primati tra le sue conquiste dei primi anni: fu la prima grande scuola di medicina negli Stati Uniti d'America ad ammettere le donne; la prima a usare i guanti di lattice per gli interventi chirurgici; la prima a sviluppare la dialisi renale e la rianimazione cardiopolmonare. Più vicino ai giorni nostri, due avanzati studi furono condotti presso la JHU: la scoperta della restrizione degli enzimi, che diede vita all'industria dell'ingegneria genetica; la scoperta dei narcotici naturali del cervello, che ha, invece, incrementato l'interesse per neurotrasmettitori e loro funzioni.
Altre conquiste includono l'identificazione di tre tipi di virus polio e la prima operazione "blue baby", che ha aperto le porte alla moderna cardiochirurgia. La Johns Hopkins University School of Medicine poi fu luogo di nascita di molte specialità mediche, tra cui la neurochirurgia, l'urologia, l'endocrinologia e la pediatria.

### Un modello nel suo genere
(John Shaw Billings discorso tenuto all'apertura del Johns Hopkins Hospital, nel maggio 1889)

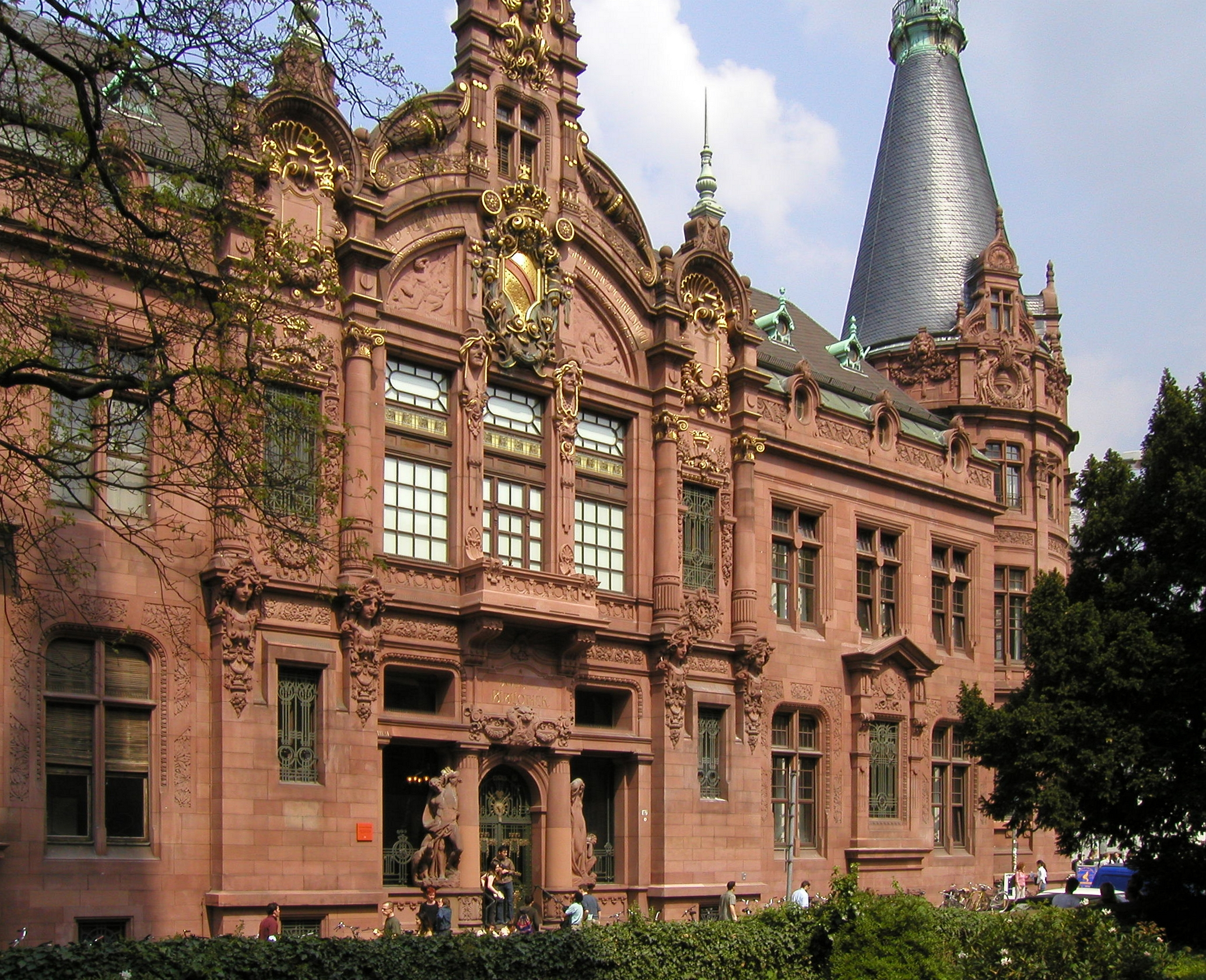
L'Università di Heidelberg come modello durante gli anni di fondazione.

Il lascito di Johns Hopkins permise, a livello pratico, una serie di innovazioni all'interno della nascente School of Medicine presso la JHU; tuttavia il contributo di Johns Hopkins non fu meramente finanziario, in quanto assicurò la filosofia di base di tutte le istituzioni mediche del JH. Cruciale, in tal senso, fu la scelta di finanziare sia un ospedale, sia una facoltà di Medicina e di unificarne la struttura amministrativa. Così Johns Hopkins creò un complesso dotato di un'influenza durevole nel settore della cura, dell'educazione e della ricerca medica negli Stati Uniti.
Questa insistenza sull'eccellenza intellettuale fu perseguita dal comitato di fondazione della scuola medica, nato nel 1883, per cui l'ammissione alla facoltà era possibile dimostrando abilità linguistiche (francese e tedesco) e conoscenze di fisica, chimica, biologia, fisiologia e istologia. Le materie di corso dovevano incoraggiare la ricerca e si approfondiva attraverso laboratori lo studio di fisiologia, anatomia patologica, istologia, farmacologia e salute pubblica.
Il percorso scolastico consisteva, infatti, in un nuovo programma che prestava attenzione alle “preclinical sciences” e esortava gli studenti a mettersi alla prova nei reparti dell'ospedale. La disposizione dello stesso Johns Hopkins che l'ospedale fosse parte della JHUSofM si rivelò un'idea perspicace e assicurò la cooperazione tra ospedale e scuola medica e, di conseguenza, tra la pratica e lo studio della medicina.
(William Osler, “Looking Back: Communication from Osler at the twenty-fifth anniversary of the Johns Hopkins Hospital, 1889-1914”)

### Learning by doing e Curriculum studiorum
(John Shaw Billings, “The National Board of Health”, Plumber and Sanitary Engineer)
La frase “learning by doing” si associa a John Dewey e agli esponenti della “progressive education”. Secondo una prospettiva pragmatica e progressista, si tentava di portare la scuola nel mondo reale: ciò implicava che lo studente non si limitasse a ricevere conoscenze passivamente e l'educazione sembrava la soluzione più adatta ai problemi sociali della rivoluzione industriale.
I primi due anni alla JHUSofM, infatti, erano dedicati allo studio delle scienze da laboratorio: anatomia, fisiologia e chimica al primo anno; anatomia, farmacologia, patologia e batteriologia al secondo. L'innovativo curriculum scolastico introduceva gli studenti alla medicina clinica verso la fine del secondo anno e negli ultimi due anni dispensario e reparti godevano dello stesso rilievo dei laboratori nel primo e secondo anno. Studenti del terzo e del quarto anno partecipavano inoltre ai laboratori clinici, nei quali era insegnato come applicare la microscopia e la chimica alla diagnosi e allo studio clinico della malattia.
Il più grande evento di insegnamento di gruppo era il sabato mattina nell'Anfiteatro, dove tutti gli studenti del terzo e del quarto anno, tutto lo staff residente, dottori dell'ospedale e dottori della città venivano riuniti; ai collaboratori della clinica si chiedeva di informare l'audience brevemente, a memoria, sui punti focali della storia dei pazienti. La tecnica pedagogica era semplice, ma di rilievo: lo studente doveva conoscere tutti gli aspetti della malattia del paziente per fornire al dottore un riassunto breve e ben organizzato, così da individuare la corretta diagnosi e il trattamento.
Nel 1921 fu inaugurato il Curriculum Committee con John Howland, direttore di Pediatria, alla sua direzione.
(William Henry Welch, “The Material Needs of Medical Education”)

### Cervelli in fuga dalla JHUSofM
L'esportazione di donne e uomini fitted to make research era la punta di diamante della nuova JHUSofM. I laureati della JHU infatti erano qualificati in modo unico nel loro genere per insegnare e praticare medicina e chirurgia su basi scientifiche.
Piuttosto che trattenere i propri laureati, John Shaw Billings e i suoi colleghi mirarono a esportare le innovazioni sviluppate alla JHU alle altre scuole di medicina nel paese. Questo col tempo portò a perdere l'unicità della JHUSofM. Tale atteggiamento di apertura è da confrontare, in particolare, con il provincialismo accademico dell'America di un tempo: si tendeva a selezionare gli insegnanti all'interno della stessa sede universitaria ed era difficoltoso o insolito ottenere professori da altre comunità.
Le divisioni di cardiologia pediatrica ed endocrinologia pediatrica illustrano il processo di esportazione di medici con una preparazione altamente specializzata dalla JHUSofM. Edwards A. Park, direttore di pediatria, nel 1930 mise a capo della nuova clinica pediatrica la ventinovenne Helen Taussig, istruendola a studiare ogni paziente con la nuova macchina clinica, il fluoroscopio; il risultato dei suoi studi portò alla “blue baby operation” eseguita per la prima volta nel 1944.

### La JHUSofM e la "comunità"
La lettera di istruzioni di Johns Hopkins ai fiduciari nel 1873 stipulò che l'ospedale e la scuola di medicina che portano il suo nome offrissero servizi alla comunità. Per "comunità" Johns Hopkins intendeva non solo gli abitanti dell'ospedale, ma della città di Baltimora e dello State of Maryland. In particolare, la Clinica Diagnostica proposta da Winford Smitt nel 1921 fu il primo programma ideato specificatamente per il beneficio della comunità, offrendo cure a bassi costi e mettendo a disposizione dei medici locali strumenti diagnostici e terapie moderne. Dal 1889 l'ospedale si era fatto carico totalmente delle spese per i pazienti più poveri, tuttavia con la crescita della città il costo era diventato eccessivo e nel 1947 il dipartimento sanitario della città di Baltimora creò un nuovo programma di cura medica, affidandon la gestione alla JHUSofM.
Nel 1964 la JHU aiutò l'avvio e l'organizzazione del Columbia Medical Plan che incominciò la propria attività nel 1969 e col tempo si giunse a costituire una nuova entità, la Columbia Hospital and Clinic Foundation.
Entro il 1969, infine, la JH e la comunità nera della zona raggiunsero un accordo riguardo alla formazione di una Health Maintenance Organization e di un centro di salute. La comunità, infatti, non era soddisfatta all'interno dell'esistente ospedale clinico (il trattamento, le lunghe attese, la barriera del colore) e sulla scia delle proteste del 1968, i leader della comunità richiesero migliori servizi sanitari. Da una parte, il piano avrebbe fornito un sistema di cura più consono alle necessità della città, come era tradizionale responsabilità della JH Medical Institutions; dall'altra avrebbe sviluppato un modello realistico di cura della salute nella città, nella quale medici e altro personale sanitario si sarebbero potuti formare.

### Donne alla JHUSofM
Ultimato l'ospedale, la JHUSofM dovette aspettare ancora quattro anni per aprire i battenti: il fallimento del Baltimore and Ohio Railroad, la cui proprietà rappresentava la metà delle donazioni di Johns Hopkins, diminuì la disponibilità di denaro per l'università. Fu invece la sostanziosa offerta del Women's Fund Committee, diretto da M. Carey Thomas e Mary Garrett, che permise di aprire la scuola medica nel 1893. Questa donazione arrivò assieme ad altre importanti condizioni contrattuali: le donne dovevano essere ammesse secondo le stesse condizioni degli uomini e a tutti gli studenti di medicina si richiedeva un baccellierato e la conoscenza di francese e tedesco.

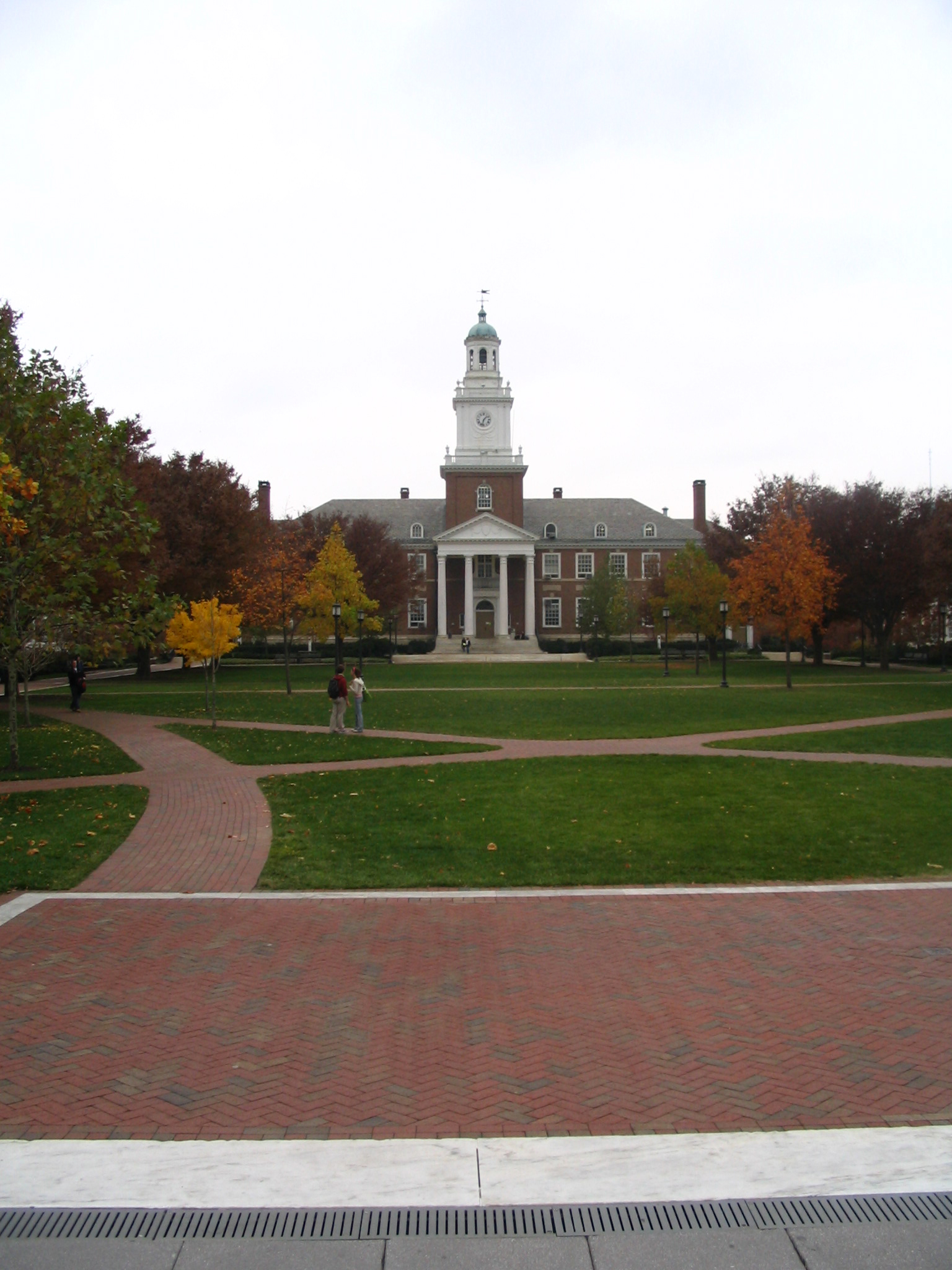
Gilman Hall

I prerequisiti erano stati stabiliti da Welch qualche anno prima dell'apertura della School of Medicine in un documento per Gilman e altri fiduciari. Furono però ripresi dal Women's Fund Committee, in quanto rappresentavano una garanzia per le donne beneducate nell'evitare una futura esclusione dalla scuola.
Fin dal 1860 vari gruppi femminili avevano tentato di assicurare l'ammissione di ragazze alle scuole mediche, tuttavia la JHUSofM fu la prima ad accettare un simile accordo; anche per questo la scelta di accettare il finanziamento e le clausole a esso connesse scatenò accesi dibattiti, in cui l'avversione all'ammissione di donne rifletteva il tenore dei tempi.
Il primo anno frequentarono la JHUSofM tre donne: Mabel S. Glover, Cornelia O. Church e Mary S. Packard. Fino al 1900, quattordici dei quarantatré laureati alla JHUSofM furono donne e un incremento nelle iscrizioni si ebbe dopo la seconda guerra mondiale: in carenza di personale medico, le ragazze erano ben accette alla Johns Hopkins University School of Medicine. Da allora tale percentuale ha continuato a crescere, seguendo sostanzialmente la tendenza nazionale: Welch scrisse che la coeducation rientrava tra i successi della facoltà. Le donne alla JHUSofM non furono ben rappresentate fino agli anni ottanta allorquando nacque la Women's Medical Alumnae Association.

## Sport
Lo sport principale è il lacrosse, la squadra maschile vanta 44 titoli nazionali vinti.